# Athyrium inabaense
Athyrium inabaense är en majbräkenväxtart som beskrevs av Shunsuke Serizawa.
Athyrium inabaense ingår i släktet Athyrium och familjen Athyriaceae. Inga underarter finns listade i Catalogue of Life.